# Trychopeplus spinosolobatus
Trychopeplus spinosolobatus är en insektsart som först beskrevs av Ludwig Redtenbacher 1908.  Trychopeplus spinosolobatus ingår i släktet Trychopeplus och familjen Diapheromeridae. Inga underarter finns listade i Catalogue of Life.